# Эрагон. Возвращение
Эрагон. Возвращение (англ. Eldest) — вторая книга тетралогии Кристофера Паолини «Наследие», продолжение книги «Эрагон». Книга была выпущена в США в твёрдом переплете 23 августа 2005, а в мягкой обложке в сентябре 2006. Книга «Эрагон. Возвращение» была также выпущена в формате аудиокниги, но только в США и Великобритании. В России книга была выпущена в 2006 году. Как и «Эрагон», «Эрагон. Возвращение» стала бестселлером Нью-Йорк таймс. Рассматривается возможность экранизации книги.
В книге продолжаются приключения Эрагона и его дракона Сапфиры и главным образом говорится об их поездке в королевство эльфов и их дальнейшем обучении там.
Книга включает в себя глоссарий Древнего языка, языка гномов и языка ургалов, и краткое описание книги «Эрагон», предыдущей книги в тетралогии. На обложке художником Джоном Джудом Паленкаром нарисован дракон Торн, обличительная выдержка из истории Алагейзии, искусство «никогда прежде, чем замечено» автором, включая изображение кольца эльфов Брома, и полного и всестороннего списка людей, мест, вещей, и гномьих кланов.

## Описание книги
Враг сражён, но не повержен… Лишь счастливая случайность помогла Эрагону заставить армию тёмного короля Гальбаторикса отступить. Но чтобы одержать полную победу над имперскими войсками, одной удачи мало.
Эрагон и его верный дракон Сапфира должны отправиться в столицу эльфийского королевства — загадочную Эллесмеру. Только здесь он сможет научиться управлять своей волшебной силой и усовершенствовать владение мечом. Юный драконий Всадник не знает, что легендарный город хранит не только секреты мастерства, но и тайну наследия Всадников — магический Дар Драконов…

## Герои книги

### Персонажи
- Эрагон — главный герой, Всадник.
- Роран — двоюродный брат Эрагона.
- Гэрроу — карвахолльский фермер, брат Селены, дядя Эрагона, отец Рорана. Убит раззаками.
- Слоан — мясник из Карвахолла. Позже предатель. Отец Катрины
- Катрина — дочь Слоана и возлюбленная Рорана.
- Бром — наставник и подлинный отец Эрагона, убит раззаками (Бывший всадник)
- Сапфира — дракониха и друг Эрагона.
- Анжела — травница, странная колдунья.
- Джоад — учёный и друг Брома.
- Солембум — кот-оборотень, приятель Анжелы.
- Муртаг — сын Морзана и друг Эрагона (во второй части). Позже — всадник Гальбаторикса.
- Арья — эльфийка, посланница и дочь королевы эльфов.
- Орик — гном, племянник Хротгара, король гномов (3 часть и дальше) и сводный брат Эрагона.
- Хротгар(†) — король гномов (в 1 и 2 частях). Приемный отец Орика. Убит Муртагом.
- Насуада — преемница и дочь Аджихада, во второй части предводительница варденов.
- Оромис — учитель Эрагона и Сапфиры, всадник, эльф.
- Глаэдр — золотой дракон Оромиса, учитель Эрагона и Сапфиры.
- Оррин — король Сурдинцев.
- Гальбаторикс — Король Алагезии, злейший враг Эрагона и варденов, предводитель 13 клятвонарушителей, известных как Проклятые.
- Королева Имиладрис — королева эльфов Алагейзии.
- Мод — кошка-оборотень при дворе королевы Имиладрис.
- Эльва — девочка, случайно «проклятая» Эрагоном в Фартхен Дуре, в будущем подруга и защитница Насуады

### Упоминающиеся люди
- Морзан — первый и последний из Проклятых, отец Муртага.
- Селена — мать Муртага и Эрагона, сестра Гэрроу.
- Двойники — колдуны, прислужники Гальбаторикса, предатели Варденов. Убиты Рораном.